# Dendronephthya hicksoni
Dendronephthya hicksoni är en korallart som beskrevs av Kükenthal 1905. Dendronephthya hicksoni ingår i släktet Dendronephthya och familjen Nephtheidae. Inga underarter finns listade i Catalogue of Life.